# Efecto Nostradamus
Efecto Nostradamus es un programa transmitido en History Channel, grabado en 2009, compuesto por doce episodios que narran las diferentes teorías sobre el fin del mundo, sus pruebas y sus críticas. Los doce episodios se transmitieron en un período de dos meses y medio: de septiembre a diciembre del 2009.
El programa estudia los elementos en común de estas predicciones, así como su relación con los acontecimientos actuales. Se analizan las profecías de Nostradamus, la Biblia, diversas mitologías, jeroglíficos aborígenes y otros textos antiguos para intentar descubrir cuándo y cómo será el fin del mundo. Sus diez capítulos se centraron, principalmente, en el apocalipsis teorizado para 2012. Durante la transmisión, los personajes más recurrentes fueron históricos, como Adolf Hitler, quien es considerado en el programa también como un profeta divino.